# كارولي هورفاث
كارولي هورفاث (بالمجرية: Horváth Károly)‏ هو ملحن مجري، ولد في 26 أكتوبر 1950 في أوراديا في رومانيا، وتوفي في 4 نوفمبر 2015 في بودابست في المجر.

## روابط خارجية
- كارولي هورفاث على موقع IMDb (الإنجليزية)